# Mourad Berrefane
Mourad Berrefane est un joueur de football algérien né le 18 mars 1986 à Tizi Ouzou (Haute Kabylie, Algérie). Il joue actuellement au poste de gardien de but pour le club de l'USM Alger.

## Palmarès
- Champion d'Algérie en 2008 avec la JS Kabylie.
- Champion d'Algérie en 2016 avec l'USM Alger
- Champion du monde militaire avec l'Algérie militaire en 2011.